# Dicranolasma giljarovi
Espèce
Dicranolasma giljarovi est une espèce d'opilions dyspnois de la famille des Dicranolasmatidae.

## Distribution
Cette espèce se rencontre en Russie, en Géorgie, en Azerbaïdjan, en Turquie, en Grèce, en Bulgarie et en Ukraine.

## Description
Le mâle holotype mesure 5,0 mm.
Le mâle décrit par Chemeris et Kovblyuk en 2005 mesure 4,92 mm et la femelle 5,48 mm.

## Systématique et taxinomie
Cette espèce a été décrite par Šilhavý en 1966.

## Étymologie
Cette espèce est nommée en l'honneur de Mercury Sergueïevitch Ghilarov.

## Publication originale
- Šilhavý, 1966 : « Neue Troguliden aus dem Kuban-Gebiet und dem Kaukasus (Arach., Opiliones). » Senckenbergiana biologica, vol. 47, p. 151–154.